# Benjamin Savšek
Benjamin Savšek, né le 24 mars 1987 à Ljubljana, est un céiste slovène pratiquant le slalom.

## Biographie
Il est nommé porte-drapeau de la délégation de Slovénie aux Jeux olympiques d'été de 2024 à Paris aux côtés de la handballeuse Ana Gros.

## Palmarès

### Jeux olympiques
- 8e aux Jeux olympiques de 2012 à Londres en C1.
- 6e aux Jeux olympiques de 2016 à Rio de Janeiro en C1.
- Médaille d'or aux Jeux olympiques de 2020 à Tokyo en C1.

### Championnats du monde
- Médaille de bronze en 2013 à Prague en C1
- Médaille d'argent en 2014 à Deep Creek Lake en C1
- Médaille de bronze en 2014 à Deep Creek Lake en C1 par équipes
- Médaille d'argent en 2015 à Londres en C1
- Médaille de bronze en 2015 à Londres en C1 par équipes
- Médaille d'or en 2017 à Pau en C1
- Médaille d'argent en 2018 à Rio de Janeiro en C1 par équipes
- Médaille d'or en 2022 à Augsbourg en C1 par équipes

### Championnats d'Europe
- Médaille de bronze en 2012 à Augsbourg en C1.
- Médaille de bronze en 2013 à Cracovie en C1 par équipes
- Médaille d'or en 2014 à Vienne en C1 par équipes
- Médaille d'or en 2015 à Markkleeberg en C1
- Médaille d'argent en 2017 à Tacen en C1 par équipes
- Médaille d'or en 2019 à Pau en C1
- Médaille d'or en 2019 à Pau en C1 par équipes
- Médaille d'or en 2020 à Prague en C1
- Médaille d'or en 2020 à Prague en C1 par équipes
- Médaille de bronze en 2021 à Ivrée en C1 par équipes
- Médaille d'or en 2022 à Liptovský Mikuláš en C1
- Médaille d'argent en 2025 à Vaires-sur-Marne en C1 par équipes